# Melanum fumipenne
Melanum fumipenne är en tvåvingeart som först beskrevs av Friedrich Hermann Loew 1866.  Melanum fumipenne ingår i släktet Melanum och familjen fritflugor. Inga underarter finns listade i Catalogue of Life.